# Чемпионат мира по хоккею с шайбой среди юниорских команд (женщины)
Чемпионат мира по хоккею с шайбой среди женских юниорских команд — соревнование, организуемое Международной федерацией хоккея с шайбой.

## Регламент
Турнир проводится ежегодно.
К участию в турнире допускаются женские национальные сборные команды по хоккею с шайбой, возраст игроков которых не превышает 18 лет.
Турнир проводится по системе с разделением на 2 дивизиона — ТОП-дивизион и I дивизион. В каждом дивизионе проводится самостоятельный турнир. Между дивизионами происходит ежегодная ротация команд — лучшая команда I дивизиона получает право принять участвовать в играх ТОП-дивизиона в следующем сезоне; худшая команда ТОП-дивизиона в следующем году выступает в I дивизионе дивизионе. Победитель турнира в ТОП-дивизионе объявляется Чемпионом мира среди женских юниорских команд.

## История
Первый международный турнир по хоккею с шайбой среди женских юниорских команд был проведен в 2007 году. Проведение турнира должно было выявить степень заинтересованности в проведении Чемпионата мира для 18-летних хоккеисток среди национальных федераций — членов ИИХФ. Опыт организации турнира должен был помочь Совету ИИХФ решить вопрос о проведении 1-го Чемпионата мира среди женских юниорских команд. Для участия в турнире были приглашены 12 женских юниорских сборных команд. Команды были разделены на 3 группы. Игры в группах прошли с 9 по 18 февраля в Виерумяки ( Финляндия), Нимбурке ( Чехия) и Бад-Тёльце( Германия). Турнир получил статус квалификационного для планируемого 1-го Чемпионата мира среди женских юниорских команд: на него квалифицировались по две лучшие команды из каждой группы, а также сборные команды  США и  Канады.
Первый официальный Чемпионат мира среди женских юниорских команд был проведен с 7 по 12 января 2008 года в Калгари ( Канада) и был приурочен к празднованию 100-летия ИИХФ. В турнире приняло участие 8 команд — игры проводились только в ТОП-дивизионе.
В 2009 году количество участников увеличилось с 8-ми до 13-ти. Было принято решение разделить команды на два дивизиона: в ТОП-дивизионе по-прежнему предстояло участвовать 8-ми лучшим командам; в I дивизионе принимают участие все остальные команды, борющиеся за право играть в ТОП-дивизионе.

### Призёры
| Канада: Калгари               | 2008 | США                                   | Канада                                | Чехия                                 |                                       |                                       |
| Германия: Фюссен              | 2009 | США                                   | Канада                                | Швеция                                |                                       |                                       |
| США: Чикаго                   | 2010 | Канада                                | США                                   | Швеция                                |                                       |                                       |
| Швеция: Стокгольм             | 2011 | США                                   | Канада                                | Финляндия                             |                                       |                                       |
| Чехия: Злин, Пршеров          | 2012 | Канада                                | США                                   | Швеция                                |                                       |                                       |
| Финляндия: Виерумяки, Хейнола | 2013 | Канада                                | США                                   | Швеция                                |                                       |                                       |
| Венгрия: Будапешт             | 2014 | Канада                                | США                                   | Чехия                                 |                                       |                                       |
| США: Баффало                  | 2015 | США                                   | Канада                                | Россия                                |                                       |                                       |
| Канада: Сент-Катаринс         | 2016 | США                                   | Канада                                | Швеция                                |                                       |                                       |
| Чехия: Злин, Пршеров          | 2017 | США                                   | Канада                                | Россия                                |                                       |                                       |
| Россия: Дмитров               | 2018 | США                                   | Швеция                                | Канада                                |                                       |                                       |
| Япония: Обихиро               | 2019 | Канада                                | США                                   | Финляндия                             |                                       |                                       |
| Словакия: Братислава          | 2020 | США                                   | Канада                                | Россия                                |                                       |                                       |
| Швеция: Мьёльбю и Линчёпинг   | 2021 | Не проводился из-за пандемии COVID-19 | Не проводился из-за пандемии COVID-19 | Не проводился из-за пандемии COVID-19 | Не проводился из-за пандемии COVID-19 | Не проводился из-за пандемии COVID-19 |
| США: Мадисон и Миддлтон       | 2022 | Канада                                | США                                   | Финляндия                             |                                       |                                       |
| Швеция: Эстерсунд             | 2023 | Канада                                | Швеция                                | США                                   |                                       |                                       |
| Швейцария: Цуг                | 2024 | США                                   | Чехия                                 | Канада                                |                                       |                                       |
| Финляндия: Вантаа             | 2025 | Канада                                | США                                   | Чехия                                 |                                       |                                       |

### Медальная таблица
| № | Страна    | Золото | Серебро | Бронза | Всего |
| 1 | США       | 9      | 7       | 1      | 17    |
| 2 | Канада    | 8      | 7       | 2      | 17    |
| 3 | Швеция    | 0      | 2       | 5      | 7     |
| 4 | Чехия     | 0      | 1       | 3      | 4     |
| 5 | Россия    | 0      | 0       | 3      | 3     |
| 5 | Финляндия | 0      | 0       | 3      | 3     |